# Simon de Keza
Simon de Keza (în maghiară Kézai Simon) a fost unul din cei mai însemnați cronicari maghiari ai secolului al XIII-lea. A activat la curtea regelui Ladislau al IV-lea.
Principala sa operă este Gesta Hunnorum et Hungarorum.